# Inangahua Junction

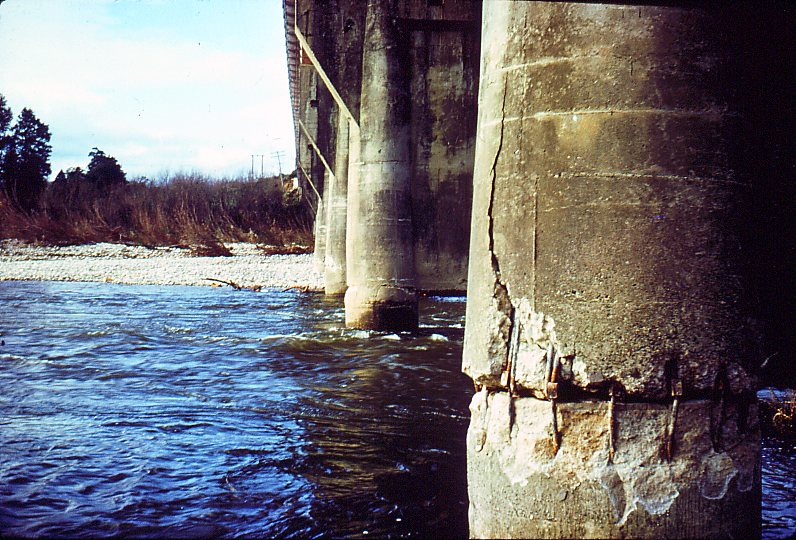
Brücke von Inangahua Junction nach dem Erdbeben von 1968

Inangahua Junction ist eine kleine Siedlung im Buller District der Region West Coast auf der Südinsel von Neuseeland.

## Namensherkunft
Der Bestandteil des Ortsnamens, der aus der maorischen Sprache stammt, bezieht sich auf das Wort inanga, die essbaren Jungfische einiger Arten von Galaxien. Der englischsprachige Teil des Namens, „Junction“, bezieht sich auf einen Abzweig von der Bahnstrecke Stillwater–Ngākawau, die durch den Ort führt, und hier einen Anschluss nach Nelson erhalten sollte. Diese Bahnstrecke wurde aber nie gebaut. Früher war Inangahua Junction als Christies Junction bekannt.

## Geographie
Die Siedlung liegt an der Mündung des Inangahua River in den Buller River, 34 km nördlich von Reefton und 46 km südöstlich von Westport. Murchison liegt 52 km östlich.

## Bevölkerung
Zum Zensus des Jahres 2013 zählte der Ort 144 Einwohner, 10,4 % weniger als zur Volkszählung im Jahr 2006.

## Wirtschaft
Die Haupterwerbszweige sind Forstwirtschaft, Kohleabbau, Farmwirtschaft und Sägewerke. Der Ort besitzt Läden, eine Feuerwehr und ein Erdbebenmuseum. Südlich von Inangahua findet auf einem Privatgelände zum Jahreswechsel das zweitägige Musikfestival „PHAT “ statt, das von etwa 5000 Gästen besucht wird. Ein kleineres eintägiges Festival „PHAT MOON“ findet zu Ostern statt.

## Inangahua-Erdbeben
Am 24. Mai 1968 um 5:24 Uhr wurde die Siedlung von einem schweren Erdbeben der Stärke 7,1 MW erschüttert, das u. a. zahlreiche Erdrutsche verursachte. Die Bevölkerung wurde zeitweilig evakuiert. Drei Menschen kamen ums Leben, weitere drei starben beim Absturz eines Hubschraubers bei der Evakuierung.

## Infrastruktur

### Straßenverkehr
Der Ort liegt am Abzweig des New Zealand State Highway 69 vom New Zealand State Highway 6.

### Schienenverkehr
Inangahua Junction liegt an der Bahnstrecke Stillwater–Ngākawau. 1914 wurde die Bahnstrecke von Cronadun bis Inangahua Junction eröffnet, der weitere Bau durch die Schlucht des Buller River ging jedoch nur langsam voran und wurde erst 1941 abgeschlossen. Ab Juli 1942 verkehrten Züge über die gesamte Strecke zwischen Stillwater und Westport, zunächst noch in der Regie des Staatsbauamtes (Public Works Department). Die Übergabe der Strecke an die Staatsbahn (NZR) fand zum 5. Dezember 1943 statt. Sie setzte  Dieseltriebwagen im Personenverkehr ein, die in Stillwater an Züge Anschluss hatten, die auf der Midland Line zwischen Greymouth und Christchurch verkehrten. 1967 wurde der Personenverkehr eingestellt. Die Strecke wird seitdem vorwiegend für Kohletransporte verwendet.

### Bildungswesen
Die Inangahua Junction School ist eine koedukative Grundschule für die 1. bis 6. Klasse mit 14 Schülern und einem decile rating von 6 im Jahre 2011. Die Schule existierte bereits 1887.
Das frühere Inangahua College schloss sich 2004 mit der Schule in Reefton zur „Reefton Area School“ zusammen. The College, früher Reefton District High School, bestand 38 Jahre lang.